# Nicolai Skjølstrup
Nicolai Skjølstrup (ur. 3 lipca 1989 w Hadsund) – duński wioślarz.
W 2005 r. ukończył szkołę średnią Handelsskolen Minerva Mariagerfjord.

## Osiągnięcia
- Mistrzostwa Europy – Ateny 2008 – dwójka podwójna wagi lekkiej – 11. miejsce[1].
- Mistrzostwa Świata U-23 – Račice 2009 – czwórka podwójna wagi lekkiej – 7. miejsce[1].